# فيليب جورجيفيتش
فيليب جورجيفيتش (باللاتينية: Filip Đorđević) و (بالصربية: Филип Ђорђевић) وهو لاعب كُرة قدم صربي في مركز الهجوم ولد في يوم 28 سبتمبر 1987، يلعب حالياً مع نادي لاتسيو وسبق له اللعب مع نادي نانت ونادي راد ونادي ريد ستار بلغراد ولعب أيضاً مع منتخب صربيا لكرة القدم ويبلغ طوله 186 سم.

## روابط خارجية
- فيليب جورجيفيتش على موقع الاتحاد الأوربي (الإنجليزية)
- فيليب جورجيفيتش على موقع رابطة كرة القدم الفرنسية للمحترفين (الإنجليزية)
- فيليب جورجيفيتش على موقع قاعدة بيانات كرة القدم.إي يو (الإنجليزية)
- فيليب جورجيفيتش على موقع ليكيب (الفرنسية)
- فيليب جورجيفيتش على موقع ناشيونال فوتبول تيمز (الإنجليزية)
- فيليب جورجيفيتش على موقع Soccerway.com (الإنجليزية)
- فيليب جورجيفيتش على موقع عالم كرة القدم.نت (الإنجليزية)
- فيليب جورجيفيتش على موقع AS.com (الإسبانية)